# Lepidophyma reticulatum
Lepidophyma reticulatum es una especie de escincomorfos de la familia Xantusiidae. Carecen de párpados, de hábitos terrestres y semifosoriales.  Usualmente se encuentran en troncos, raíces expuestas o rocas, se les puede observar durante el día posados justo a la salida de su agujero, el cual generalmente se encuentra en el suelo en terreno levemente inclinado. Es endémica de Costa Rica y quizá de una zona limítrofe en Panamá.